# Cacimba de Areia
Pour les articles homonymes, voir Cacimba et Areia.
Cacimba de Areia est une ville brésilienne du centre de l'État de la Paraíba.
Sa population était estimée à 3 485 habitants en 2007. La municipalité s'étend sur 233 km2.